# Educație medicală

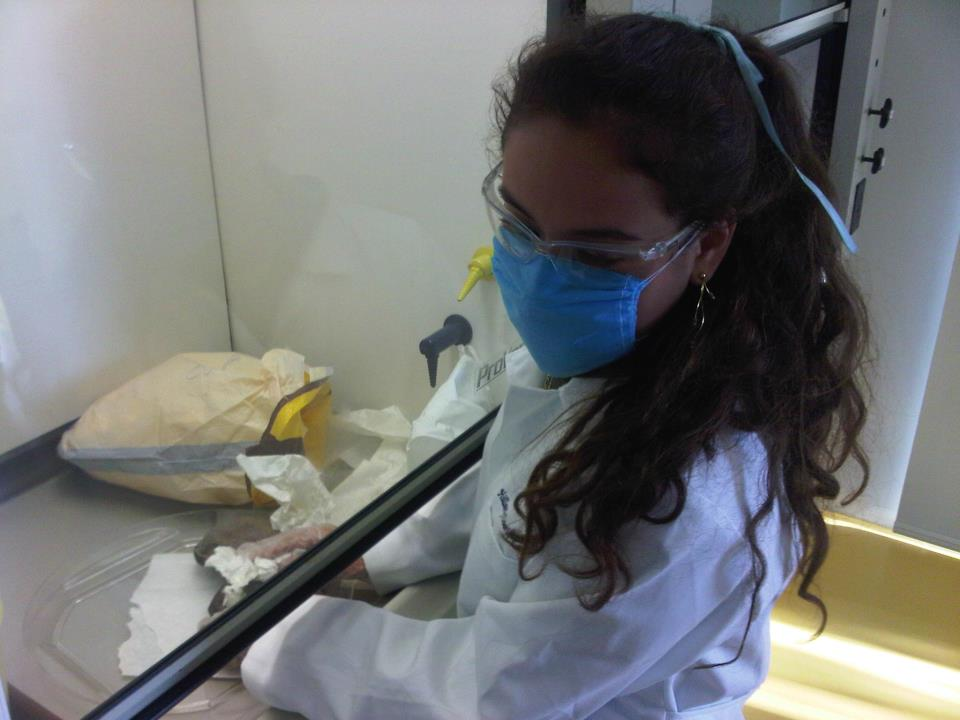
Student la medicină într-un laborator la Monterrey Institute of Technology and Higher Education, Mexico City.

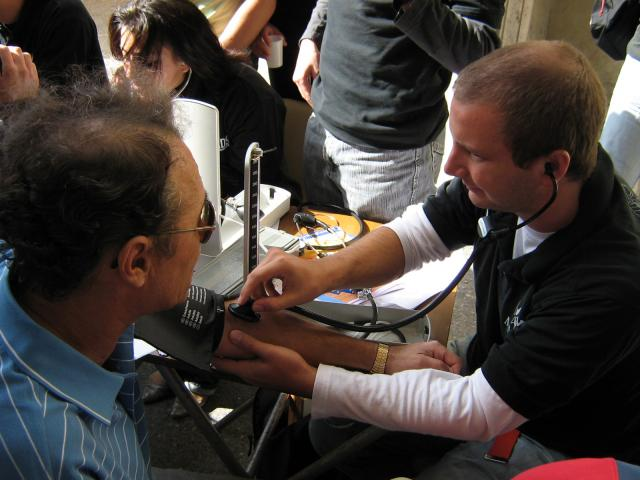
Student la medicină luând tensiunea arterială în timpul evenimentului campaniei de conștientizare

Educația medicală este o educație legată de practica de a fi medic, inclusiv formarea inițială pentru a deveni medic (adică școala medicală și stagiul) și formarea suplimentară ulterioară (de exemplu rezidență, fellowship și educație și formare medicală continuă).
Educația și formarea medicală variază considerabil în întreaga lume. Diverse metodologii de predare au fost utilizate în educația medicală, care este un domeniu activ de cercetare educațională.
Educația medicală este, de asemenea, domeniul academic subiect-didactic de educare a medicilor la toate nivelurile, inclusiv entry-level, post-absolvent, și educația medicală continuă. Educația medicală aplică teorii ale pedagogiei în special în contextul educației medicale. Înainte de a trece la etape ale educației medicale, trebuie îndeplinite cerințe specifice, cum ar fi activitățile profesionale care pot fi încredințate. 